# 684 Hildburg
684 Hildburg
684 Hildburg là một tiểu hành tinh ở vành đai chính. Nó được August Kopff phát hiện ngày 8.8.1909 ở Heidelberg và được đặt theo tên Hildburg, tên họ của phụ nữ Đức, cũng có thể do gợi ý từ 2 chữ HD (Hildburg) trong tên tạm của tiểu hành tinh này